# Никифор (Евстафиу)
Митрополи́т Ники́фор (греч. Μητροπολίτης Νικηφόρος, в миру Афана́сиос Евстафи́у греч.  Αθανάσιος Ευσταθίου; род. 20 марта 1967, Ровьес) — епископ Элладской православной церкви, митрополит Гортинский и Мегалопольский (с 2022).

## Биография
Родился 20 марта 1967 года в Ровьесе в Греции.
В 1985 году поступил в богословский институт Афинского университета, который окончил в числе лучших.
С 1990 по 1991 год проходил воинскую службу в Вооружённых силах Греции, выйдя в запас в звании младшего лейтенанта.
5 ноября 1995 года в монастыре святого Георгия Победоносца архимандритом Хризостомом (Триандафиллу) был пострижен в монашество с именем Никифор. 13 ноября 1995 года митрополитом Халкидским Хризостомом (Верьисом) был хиротонисан во иеродиакона, а 6 декабря — во иеромонаха. В 1996 году получил благословение принимать исповедь, а также произносить проповеди в храмах региона Мессапия.
В 1998 году назначен настоятелем церкви святой Параскевы в Халкиде. С 2002 года — член епархиального суда. С 2003 по 2005 год был в должности директора епархиальной школы-интерната для мальчиков «Агиа Параскеви».
6 октября 2022 года Священным синодом иерархии Элладской православной церкви избран митрополитом Гортинским и Мегалопольским.
8 октября 2022 года митрополичьей церкви Благовещения Пресвятой Богородицы состоялась его архиерейская хиротония, которую совершили: архиепископ Афинский и всея Греции Иероним II, митрополит Спартский Евстафий (Спилиотис), митрополит Сиросский Дорофей (Поликандриотис), митрополит Халкидский Хризостом (Триандафиллу), митрополит Коринфский Дионисий (Мандалос), митрополит Мессинийский Хризостом (Савватос), митрополит Фокидкий Феоктист (Клукинас), митрополит Фтиотидский Симеон (Волиотис) и епископ Ореонский Филофей (Феохарис).